# Fekete virág
A Fekete virág Tóth Gabi magyar énekesnő első stúdióalbuma.

## Az album dalai
1. Fekete virág
2. Titkos ajtó (duett Palcsó Tamással)
3. Történhet bármi
4. Mire jó a szó
5. Mindig nevetek rajtad
6. Mindig kék az ég
7. Szélvihar
8. Vágyom rád
9. Jó lenne
10. Most szeress
11. Thriller
12. Fekete virág [Remix]